# Isoindol
El isoindol es un compuesto heterocíclico que consiste en un anillo de pirrol fusionado con un anillo de benceno en el enlace [c]. El compuesto es un isómero del indol y análogo al isobenzofurano. Su forma reducida en 1,3 es nombrada isoindolina. 

## Síntesis
Los isoindoles pueden producirse mediante eliminaciones de isoindolinas sustituidas con 1,3 dihidroisoindoles N-sustituidos, producidos por la reacción de un nucleófilo de nitrógeno y un 2-bis(bromometil)benceno: 
Algunos ejemplos comprenden la eliminación pirolítica de los elementos de metil hidrógeno carbonato del carbonato de hidroxilamina cíclico, o a partir de un alcohol bencílico de un éter bencílico de N-hidroxiisoindolina, del ácido metanosulfónico de un mesilato correspondiente a una temperatura mucho más baja.

## Derivados
El isoindol es un compuesto patrón cuya forma libre rara vez se reporta debido a su inestabilidad, pero los derivados sustituidos son útiles comercialmente y  se encuentran naturalmente. Las unidades isoindólicas se encuentran en las ftalocianinas, una familia de colorantes de amplia aplicación. Se han aislado y caracterizado algunos alcaloides que contienen isoindol.

## Estructura y tautomeria de 2-H-isoindoles
A diferencia del indol, el isoindol exhibe una alternancia notable en las longitudes de enlace C-C, lo que es consistente con su descripción como derivados de pirrol fusionados a un butadieno.
En disolución predomina el tautómero 2H-isoindol. Se parece más a una pirrol que a una imina simple. El grado en que predomina el 2H depende del disolvente. Puede variar cuando hay sustituyentes en el isoindol.

2H-Isoindol (correcto) es el tautómero predominante sobre 1H-isoindol (izquierdo)

Los isoindoles N-sustituidos no presentan la tautomería y, por lo tanto, son más simples de estudiar.

## Isoindol-1,3-dionas y derivados relacionados
La ftalimida comercialmente importante es una isoindol-1,3-diona con dos grupos carbonilo unidos al anillo heterocíclico. - Derivados de indolina

Derivados de indolina
Ftalimida, precursor del reactivo de Gabriel y la N-bromosuccinimida.
El pigmento amarillo 139, un pigmento.
El pigmento amarillo 185, un pigmento.
Ftalocianina cúprica, un pigmento sintético.